# HD 181433
HD 181433 – gwiazda pojedyncza oddalona od Ziemi o ok. 85 lat świetlnych, położona w gwiazdozbiorze Pawia. Według bazy danych SIMBAD typ widmowy tej gwiazdy to K3 III-IV, co stawiałoby ją na pograniczu olbrzymów i podolbrzymów, podczas gdy według katalogu Hipparcosa ma ona typ widmowy K5 V, co wskazywałoby, że jest ona karłem.
W czerwcu 2008 ogłoszono odkrycie dwóch, a w grudniu trzeciej planety orbitującej wokół tej gwiazdy. Na razie niewiele o nich wiadomo. Planeta położona bliżej gwiazdy ma masę zaledwie 7,6 masy Ziemi i jest zapewne wielką planetą skalistą – tzw. superziemią.